# ADAT3
ADAT3 (англ. Adenosine deaminase, tRNA specific 3) – білок, який кодується однойменним геном, розташованим у людей на короткому плечі 19-ї хромосоми. Довжина поліпептидного ланцюга білка становить 351 амінокислот, а молекулярна маса — 38 071.
| 10         |  | 20         |  | 30         |  | 40         |  | 50         |
| ---------- |  | ---------- |  | ---------- |  | ---------- |  | ---------- |
| MEPAPGLVEQ |  | PKCLEAGSPE |  | PEPAPWQALP |  | VLSEKQSGDV |  | ELVLAYAAPV |
| LDKRQTSRLL |  | KEVSALHPLP |  | AQPHLKRVRP |  | SRDAGSPHAL |  | EMLLCLAGPA |
| SGPRSLAELL |  | PRPAVDPRGL |  | GQPFLVPVPA |  | RPPLTRGQFE |  | EARAHWPTSF |
| HEDKQVTSAL |  | AGRLFSTQER |  | AAMQSHMERA |  | VWAARRAAAR |  | GLRAVGAVVV |
| DPASDRVLAT |  | GHDCSCADNP |  | LLHAVMVCVD |  | LVARGQGRGT |  | YDFRPFPACS |
| FAPAAAPQAV |  | RAGAVRKLDA |  | DEDGLPYLCT |  | GYDLYVTREP |  | CAMCAMALVH |
| ARILRVFYGA |  | PSPDGALGTR |  | FRIHARPDLN |  | HRFQVFRGVL |  | EEQCRWLDPD |
| T          |  |            |  |            |  |            |  |            |

A: Аланін

C: Цистеїн

D: Аспарагінова кислота

E: Глутамінова кислота

F: Фенілаланін

G: Гліцин

H: Гістидин

I: Ізолейцин

K: Лізин

L: Лейцин

M: Метіонін

N: Аспарагін

P: Пролін

Q: Глутамін

R: Аргінін

S: Серин

T: Треонін

V: Валін

W: Триптофан

Задіяний у таких біологічних процесах, як процесинг тРНК, ацетилювання. 
Білок має сайт для зв'язування з іонами металів, іоном цинку. 